# Гьёгюр (аэропорт)
Аэропорт Гьёгюр (исл. Gjögursflugvöllur), (ИАТА: GJR, ИКАО: BISF) — небольшой аэропорт на северо-западе Исландии в общине Аурнесхреппюр примерно в 40 км к северу от Хоульмавика. Аэропорт расположен на берегу моря на полуострове Виганес в 2 км к востоку от центра небольшого поселения Гьёгюр.
Взлётно-посадочная полоса аэропорта короткая, поэтому обслуживаются только легкомоторные самолёты. Владельцем и оператором аэропорта является небольшая исландская авиакомпания Norlandair, выполняющая регулярные рейсы между аэропортом и Рейкьявиком два раза в неделю. Полет занимает около 45 минут.

## История
Регион Страндир на Западных фьордах долгое время был одним из самых труднодоступных в Исландии. Наземные дороги для самоходного транспорта отсутствовали, а переход пешком или на лошадях через сложные горные перевалы и по скалистому побережью до ближайшей более-менее доступной местности занимал несколько дней. Поэтому в летний период население полагалось исключительно на морские пути, в частности на каботажные суда Государственной судоходной компании, а зимой, в период штормов, люди были отрезаны от мира на долгие месяцы.
Первые попытки создать аэродром в этой местности относятся к лету 1954 года, когда усилиями местного населения, под руководством пилота самолёта медицинской службы Бьодна Паульссона, удалось обустроить 300 м взлетно-посадочной полосы на относительно плоском участке полуострова Виганес к востоку от рыбацкого поселения Гьёгюр. Взлетно-посадочная полоса в первую очередь предназначалась для самолётов скорой помощи при экстренной необходимости. В 1956 году взлетно-посадочная полоса была увеличена более чем вдвое и произведены значительные её улучшения.
В 1967 году удалось проложить первую дорогу в Страндир, но погодные условия не позволяли пользоваться ею круглогодично и бо́льшую часть года она была закрыта. Поэтому аэродром в Гьёгюре продолжал играть важную роль в налаживании поддержке регулярного пассажирского и грузового сообщения с остальной Исландией. В шестидесятые и семидесятые годы небольшие авиакомпании предпринимали попытки наладить регулярное воздушное сообщение между Гьёгюра с другими населёнными пунктами. Так в течение многих лет существовали постоянные почтовые и чартерные рейсы из Исафьордюра в Гьёгюр, а регулярные рейсы из Рейкьявика в Гьёгюр как начались в начале 1970-х годов, так все ещё продолжаются (на начало 2020 года).

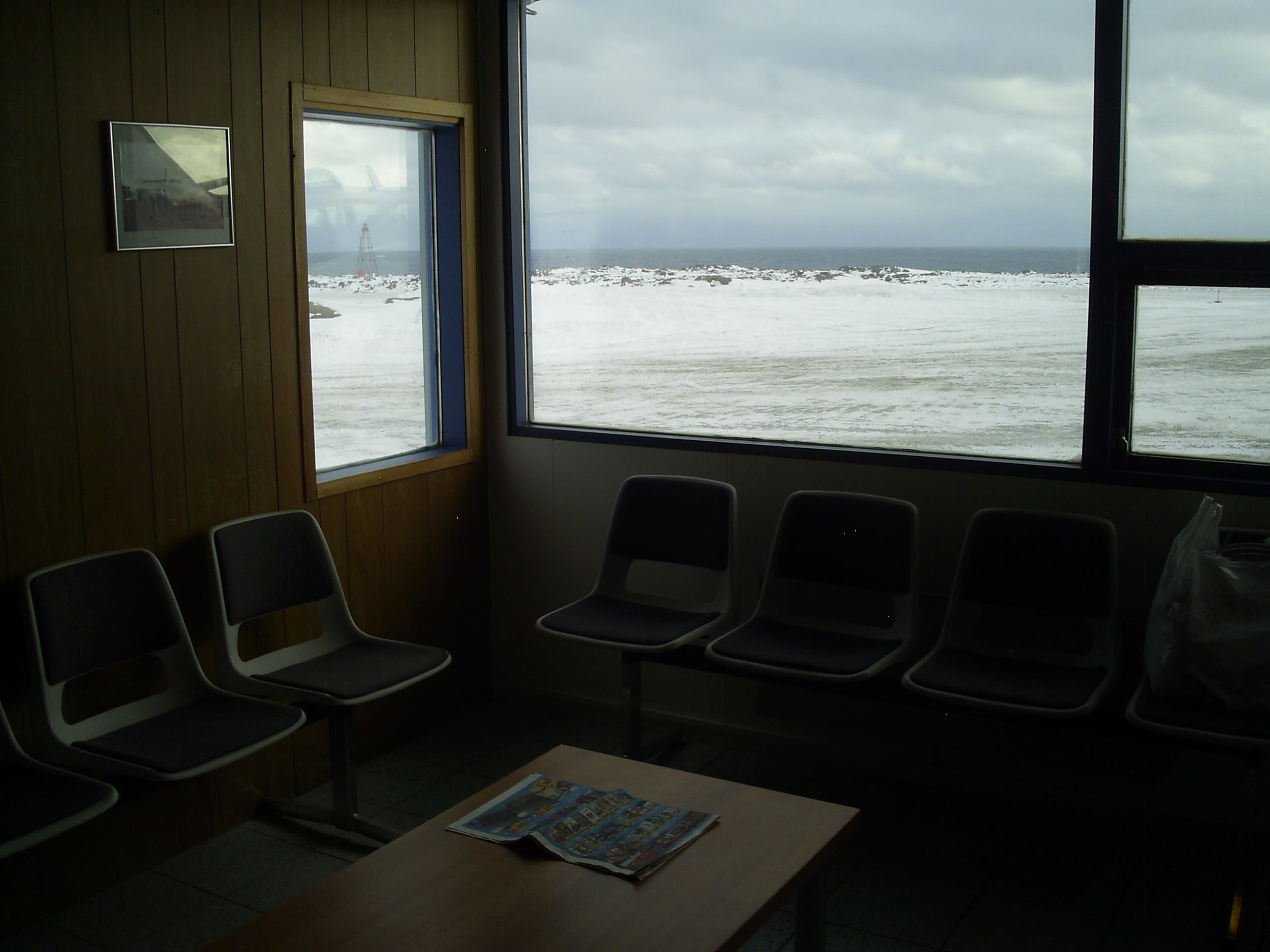
Зал ожидания в аэропорту Гьёгюр

В 2015 году взлетно-посадочная полоса (05/23, 960 x 27 м) была заасфальтирована и установлены осветительные приборы. В аэропорту есть зал ожидания для пассажиров.
С дорогой местного значения Страндавегюр 643 аэропорт Гьёгюр соединяется соединительной дорогой Гьёгурсфлюгвадларвегюр 646.